# Chondrosteus
Chondrosteus is een geslacht van uitgestorven straalvinnige beenvissen dat behoort tot de familie Chondrosteidae. Hij leefde in het Onder-Jura (Hettangien / Sinemurien, ongeveer 200-190 miljoen jaar geleden) en zijn fossiele overblijfselen zijn gevonden in Engeland

## Beschrijving
Deze vis had een relatief robuust en langwerpig lichaam, dat één meter lang kon worden. De schedel was uitgerust met een goed ontwikkeld schild, bestaande uit robuuste botten versierd met granulaten en bedekt met ganoïne. De kaken waren vreemd genoeg verstoken van elk type tanden en ribben waren ook afwezig. De huid was niet bedekt met enige vorm van schubben en had dezelfde gladde toestand als bij de huidige lepelaarvis (Polyodon spathula). De staart was robuust en zeer heterocercaal. Bovendien had Chondrosteus geen postorbitaal bot, terwijl een diepe laterale sulcus aanwezig was op de onderkaak. Het basibranchiale bot was verbeend, in tegenstelling tot de andere steurachtigen.

## Classificatie
Chondrosteus werd voor het eerst beschreven in 1858, op basis van fossiele resten die eerder waren bestudeerd door de grote paleontoloog Louis Agassiz. Chondrosteus wordt beschouwd als een van de vroegste en meest archaïsche steurachtigen, een groep vissen waartoe de huidige steuren en lepelsteuren behoren. De vorm van het lichaam en de heterocercische staart herinnert aan andere uitgestorven vissen uit vroegere tijden, zoals Birgeria uit het Trias. Chondrosteus geeft zijn naam aan de chondrosteïde familie, die andere vergelijkbare vormen bevat, zoals Gyrosteus en Strongylosteus, beide groter van formaat.
Twee soorten worden toegeschreven aan Chondrosteus: Chondrosteus acipenseroides en C. pachyurus. Beide zijn bekend dankzij exemplaren, gevonden in Lyme Regis in Dorset, maar terwijl de eerste bekend is dankzij talloze complete fossielen, is de laatste alleen bekend dankzij imperfecte exemplaren. C. acipenseroides is ook gevonden in Barrow-on-Soar, Leicestershire. Volgens de meest recente fylogenetische analyses (Hilton en Forey, 2009) worden Chondrosteus en zijn naaste familieleden beschouwd als de meest archaïsche van de steurachtigen, voorouders van een groep bestaande uit steuren (Acipenseridae), lepelsteuren (Polyodontidae) en andere uitgestorven vormen (Peipiaosteidae)